# Cleora minorata
Cleora minorata là một loài bướm đêm trong họ Geometridae.